# ستيلا بينسون
ستيلا بينسون (بالإنجليزية: Stella Benson) (و. 1892 – 1933 م) هي مؤلفة، وروائية، وكاتِبة، وشاعرة، وكاتبة رحلات بريطانية، ولدت في إنجلترا، توفيت في تونكين، عن عمر يناهز 41 عاماً، بسبب ذات الرئة.